# Simon Glendinning
Simon Glendinning (né le 13 décembre 1964) est un philosophe britannique. Glendinning est professeur de philosophie européenne et chef de département à l'Institut européen de la London School of Economics.

## Carrière académique
Glendinning étudie la philosophie à l'Université d'Oxford et à l'Université d'York, depuis laquelle il occupe une série de postes :
- 1993–1997 : Chargé de cours, Département de philosophie, Université du Kent
- 1997–2004 : Maître de conférences, Département de philosophie, Université de Reading
- 2004–2013 : Maître de conférences en philosophie européenne, Institut européen, LSE
- depuis 2014 : professeur de philosophie européenne, Institut européen, LSE

## Travail philosophique
Le travail de Glendinning se caractérise par la manière dont il s'engage avec des penseurs et des thèmes issus à la fois des traditions « analytique » et « continentale » de la philosophie. Son premier livre, On Being With Others: Heidegger-Wittgenstein-Derrida, est une analyse du problème d'autres esprits. Ses écrits ultérieurs sont largement concernés par la tradition phénoménologique en philosophie. In the Name of Phenomenology  est une étude détaillée de cette tradition. The Idea of Continental Philosophy est une critique de la division contemporaine entre philosophie « analytique » et philosophie « continentale », et soutient que la philosophie phénoménologique, en particulier, ne devrait pas être conçue comme une tradition exclusivement « continentale ». En 2011, il publie Derrida: A Very Short Introduction. Cependant, la plupart de ses travaux depuis 2007 ont impliqué un virage de la philosophie européenne vers la philosophie de l'Europe. En 2021, il publie une étude en deux volumes dans Philosophy of Europe, intitulée Europe: A Philosophical History.
En janvier 2015, Glendinning est l'invité de l'émission In Our Time de BBC Radio 4, qui parlait de phénoménologie.

## Famille
Il est le fils du spécialiste de Goya, Nigel Glendinning et de l'auteure, Victoria Glendinning. Il est le plus jeune de quatre frères. L'aîné, Paul Glendinning, est mathématicien à l'université de Manchester. Le second est le photographe, Hugo Glendinning et le troisième est un journaliste sportif, Matthew Glendinning. Il vit à Oxford dans l'Oxfordshire avec sa femme, l'écrivaine Anjali Joseph.

## Livres
- 2021 : Europe: A Philosophical History, Part 1. The Promise of Modernity, Abingdon : Routledge
- 2021 : Europe: A Philosophical History, Part 2. Beyond Modernity Abingdon : Routledge
- 2011 : Derrida: A Very Short Introduction, Oxford : Oxford University Press
- 2007 : In the Name of Phenomenology, Abingdon : Routledge
- 2006 : Author, The Idea of Continental Philosophy,, Édimbourg : Edinburgh University Press
- 1998 : On Being with Others: Heidegger-Derrida-Wittgenstein, Londres : Routledge